# Nirvana
Nirvāṇa ( /nɪərˈvɑːnə/ neer-VAH-nə, /-ˈvænə/ -VAN-ə;  sanscrită निर्वाण nirvāṇa [nɪɽʋaːɳɐ] ; Pali    nibbāna; Prakrit ivivvāṇa, literalmente "suflată", ca într-o lampă de petrol  ) este asociată de obicei cu jainismul și budismul și reprezintă starea supremă de eliberare soteriologică, eliberarea de renașterea repetată în saṁsāra.  

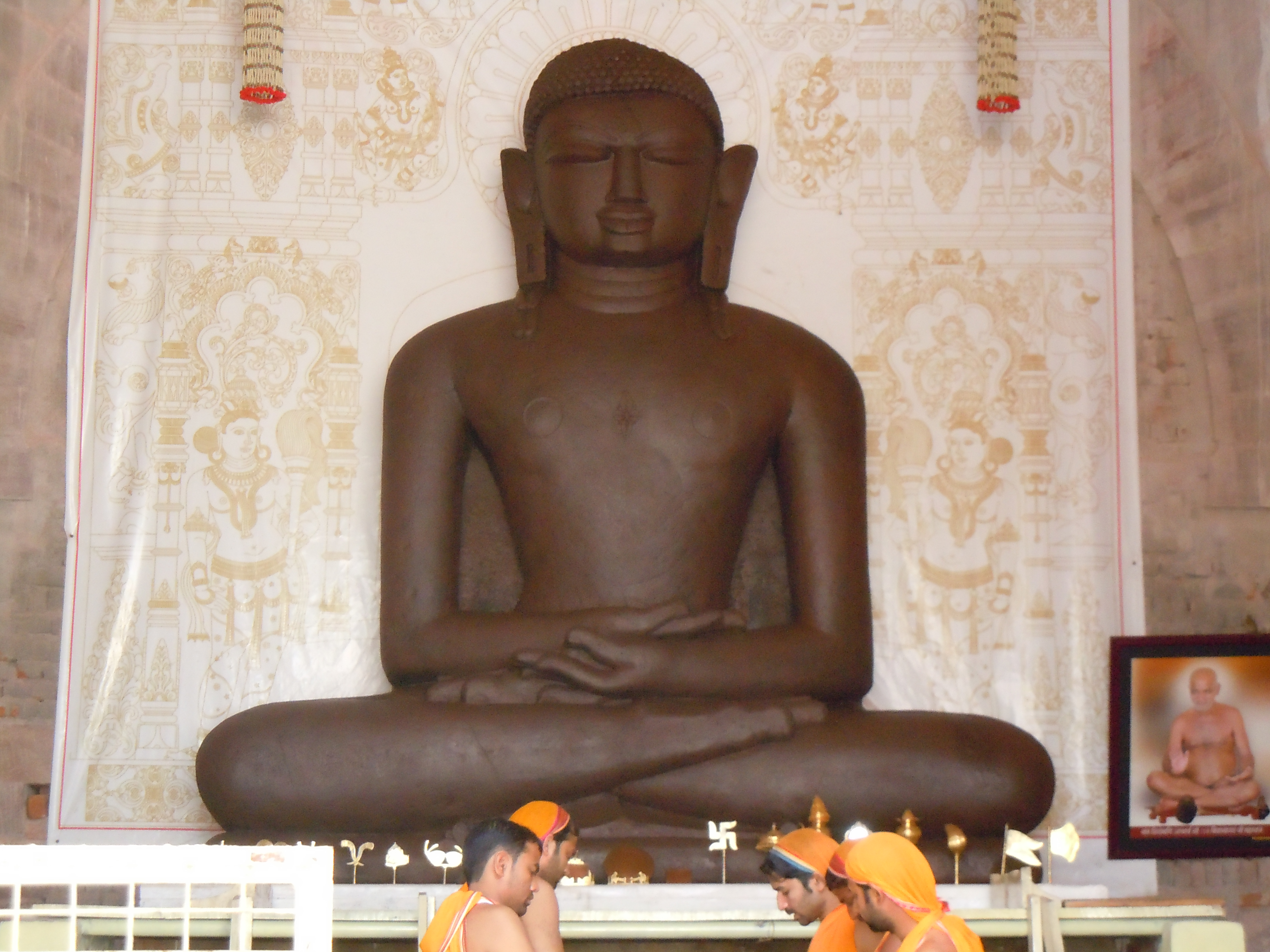
Rishabhanatha, despre care se credea că a trăit acum un milion de ani, a fost primul Tirthankara care a obținut nirvana.

În religiile indiene, nirvana este sinonim cu moksha și mukti, o stare de liniște perfectă, libertate, fericirea cea mai înaltă, precum și eliberarea sau sfârșitul samsarei (acel ciclu repetat de naștere, viață și moarte).
Cu toate acestea, însă, tradițiile budiste și non-budiste descriu acești termeni ai eliberării în mod diferit :  
- În contextul budist, nirvana se referă la realizarea anattei (non-eu) și a sunyatei (goliciune), marcând sfârșitul renașterii prin potolirea focurilor care determină ca procesul de renaștere să se perpetueze.[10] [11] [12]

- În filosofia hindusă, nirvana este unirea sau realizarea identității lui Atman cu Brahman, în funcție de tradiția hindusă.[13] [14] [15]

- În jainism, apare și obiectivul soteriologic și nirvana reprezintă eliberarea unui suflet de robia karmică și de samsara.[16]

## Etimologie
Cuvântul Nirvana cuvânt, afirmă Steven Collins, este din rădăcina verbală vA „suflu“ sub forma de participiu trecut Vâna „suflate“, prefixat cu preverbul nis însemnând „afară“. Prin urmare, sensul original al cuvântului este "suflat afară, stins". Sandhi schimba sunetele: v dinvāna face ca nis să devină nir, iar apoi r din nir provoacă retroflexiunea următorului n : nis + vāna > nirvāṇa.
Termenul nirvana în sensul soteriologic al stării de eliberare "suflat afară, stins" nu apare nici în Vede, nici în Upanișade. Potrivit lui Collins, "budiștii par să fi fost primii care l-au numit nirvana".  Cu toate acestea, ideile eliberării spirituale folosind terminologie diferită, cu conceptul de suflet și Brahman, apar în textele vedice și în Upanișade, cum ar fi în versul 4.4.6 al Brihadaranyaka Upanishad.  Aceasta poate a fost folosirea deliberată a cuvintelor în budismul timpuriu, sugerează Collins, deoarece Atman și Brahman au fost descriși în textele vedice și Upanișade cu imaginea focului ca fiind ceva bun, de dorit și eliberator.

## Origini
Nirvana este un termen găsit în textele tuturor religiilor indiene majore: budism, hinduism,  jainism  și sikhism.   Se referă la pacea profundă a minții dobândită cu moksha, eliberarea din samsara sau eliberarea dintr-o stare de suferință, după practicarea spirituală respectivă sau sādhanā. 
Ideea de moksha este conectată la cultura vedică, în care se transmite noțiunea de amrtam, „nemurire“,   și, de asemenea, noțiunea de atemporal „nenăscut“, sau „punctul în care se trece la lumea temporală". Era, de asemenea, structura sa atemporală, întregul care stă la baza "spițelor roții invariabile, dar neîncetate a timpului". Speranța vieții după moarte a început cu noțiuni despre călătorii în lumea Părinților sau a strămoșilor sau în lumea zeilor sau a cerului.  
Cele mai vechi texte vedice încorporează conceptul de viață, urmat de o viață de apoi în rai și iad, pe baza virtuților cumulate (merit) sau a viciilor (nemerit).  Cu toate acestea, vechiul Rishis Vedic a provocat această idee de viață după moarte ca fiind simplistă, pentru că oamenii nu trăiesc o viață la fel de morală sau imorală. Între viețile virtuoase, în general, unele sunt mai virtuoase; în timp ce și răul are grade, iar orizontul permanent sau iadul permanent este disproporționat.  
Gânditorii vedici au introdus ideea unei vieți de după moarte în rai sau iad proporțional cu meritul cuiva, iar când această viață după moarte se termină, se revine și se renaște.   
Ideea de renaștere după "consumarea meritului" apare și în textele budiste. Această idee apare în multe texte vechi și medievale, cum este Saṁsāra sau ciclul fără sfârșit al vieții, morții, renașterii și mântuirii, cum ar fi secțiunea 6:31 a lui Mahabharata  și versetul 9.21 al Bhagavad Gita.    Saṁsāra, viața după moarte și impactul renașterii au fost văzute ca fiind dependente de karma.
Eliberarea din saṁsāra se desfășura ca un scop final și ca o valoarea soteriologică în cultura indiană, și erau numite cu diferiți termeni precum nirvana, mokșa, mukti și kaivalya. Această schemă de bază stă la temelia hinduismului, jainismului și budismului, unde "scopul final este starea atemporală a mokșei sau, așa cum se pare că budiștii l-au numit, nirvana". 
Deși termenul apare în literaturile unui număr de vechi tradiții indiene, conceptul este cel mai frecvent asociat cu budismul. A fost adoptat mai târziu de alte religii indiene, dar cu semnificații și descrieri diferite ( Mokșa ), cum ar fi în textul hindus Bhagavad Gita din Mahabharata.

## Budism

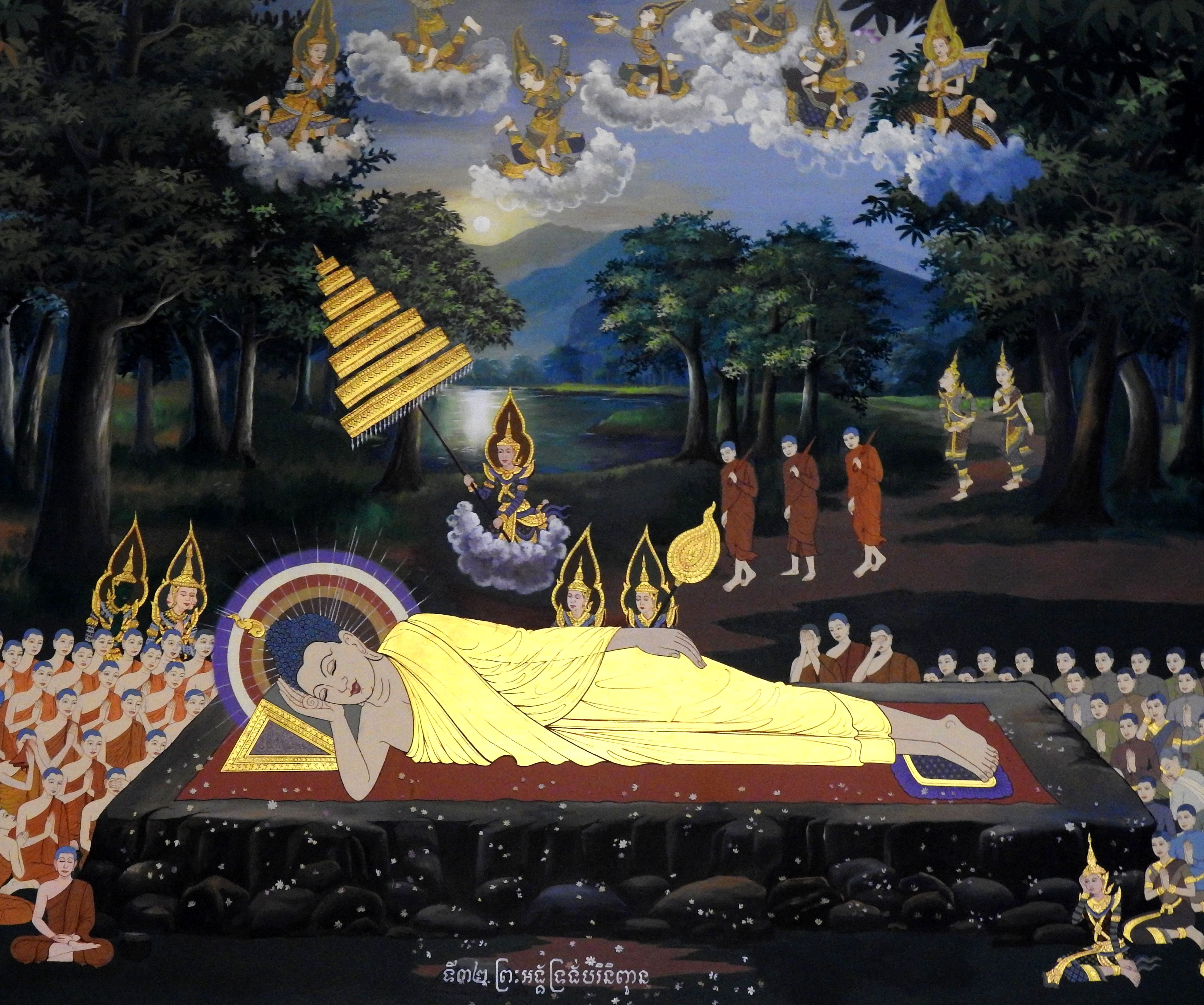
Pictură murală tradițională khmeră descriindu-l pe Gautama Buddha intrând în nirvana, pavilion de reunire Dharma, Wat Botum Wattey Reacheveraram, Phnom Penh, Cambodgia.

Nirvana (nibbana) înseamnă literalmente "suflare" sau "stingere". Este cel mai folosit și cel mai scurt termen pentru a descrie obiectivul soteriologic în budism: eliberarea din ciclul renașterii (saṁsāra). Nirvana face parte din Al Treilea Adevăr despre "încetarea dukkha" în doctrina celor patru adevăruri nobile despre budism.  Este scopul Noii Căi Optuple, adică având opt aspecte: vederi juste, intenție, vorbire, faptă, mod de viață, străduință, conștiință și concentrare.
Se crede, în tradiția scolastică budistă, că Buddha a realizat două tipuri de nirvane, unul la iluminare și altul la moartea sa. Prima este numită sopadhishesa-nirvana (nirvana cu un rest), a doua parinirvana sau anupadhisha-nirvana (nirvana fără rest sau nirvana finală).
Nirvana este descrisă în tradiția budistă ca stingerea arderilor care provoacă renașteri și suferințele asociate. Textele budiste identifică aceste „trei focuri“  sau „trei otrăvuri“ ca raga (lăcomie, senzualitate), dvesha (aversiune, ură) și avidya sau moha (ignoranță, delir). 
Starea nirvanei este, de asemenea, descrisă în budism ca o încetare a tuturor necazurilor, încetarea tuturor acțiunilor, încetarea renașterilor și a suferințelor care sunt o consecință a necazurilor și a acțiunilor. Eliberarea este descrisă ca fiind identică cu anatatea (anatom, non-sine, lipsă de sine).  
În budism, eliberarea se realizează atunci când toate lucrurile și ființele sunt înțelese a fi fără Sine.   Nirvana este, de asemenea, descrisă ca fiind identică cu realizarea sunyata (goliciune), în care nu există esență sau natură fundamentală în nimic și totul este gol.  
În timp, odată cu dezvoltarea doctrinei budiste, s-au dat alte interpretări, cum ar fi starea necondiționată,  un foc care ce se stinge din cauza lipsei de combustibil, abandonând agitația (vana) împreună a vieții după viață  și eliminând dorinței.  Cu toate acestea, textele budiste au afirmat încă din cele mai vechi timpuri, că nirvana este mai mult decât „distrugerea dorinței“, este „obiectul cunoașterii“ căii budiste. 

## Hinduism
Cele mai vechi texte ale hinduismului, cum ar fi Vedele și Upanișadele timpurii, nu menționează termenul soteriologic Nirvana.  Acest termen se găsește în texte precum Bhagavad Gita  și Nirvana Upanișad, probabil compuse în epoca post-Buda. 
Conceptul de Nirvana este descris diferit în literaturile budistă și hindusă.                                    Hinduismul are conceptul de Atman - sufletul, sinele    - afirmat să existe în fiecare ființă vie, în timp ce budismul afirmă prin doctrina anatmană, că nu există Atman în nici o ființă.   Nirvana în budism este „minte potolită, încetarea dorințelor, și acțiune“ în deșertăciune, afirmă Jeaneane Fowler, în timp ce nirvana în textele hinduse post-budiste este, de asemenea, „minte potolită, dar nu acțiune“ și „nu deșertăciune“, mai degrabă este cunoașterea adevăratului Sine (Atman) și acceptarea universalității și unității sale cu Brahmanul metafizic.

## Jainism

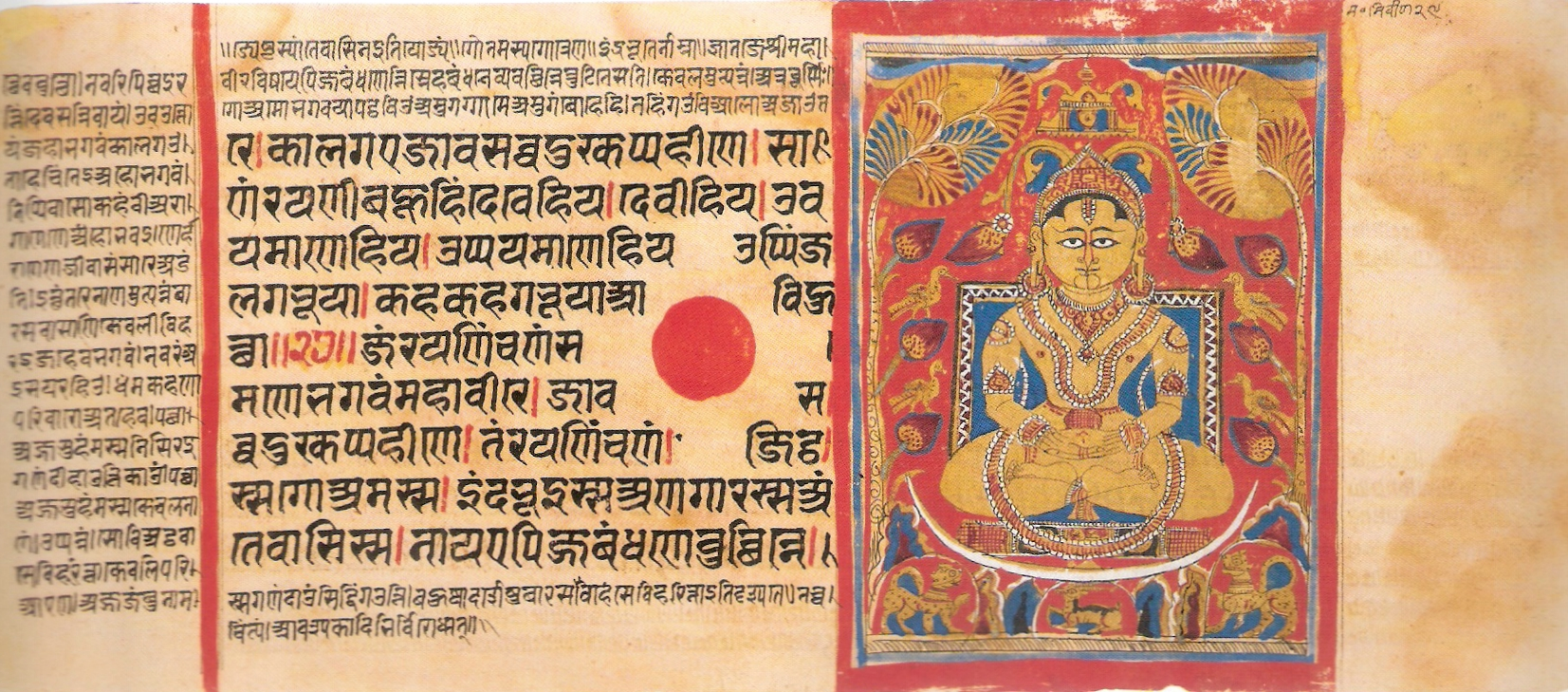
Folio Kalpasutra pe Mahavira Nirvana. Observați Siddhashila în formă de semilună, un loc în care rezidă toate siddhas-urile după nirvana.

Termenii mokșa și nirvana sunt adesea folosiți interschimbabil în textele lui Jain.  
Uttaradhyana Sutra oferă o relatare despre Sudharman - numit și Gautama, unul dintre ucenicii lui Mahavira - care explică sensul nirvanei lui Kesi, discipol al lui Parshva.

## Maniheism
Termenul Nirvana (menționat și sub forma parinirvana ) în lucrarea Maniheism din secolul XIII sau XIV, în "Mărețul Cântec pentru Mani" și în "Povestea morții lui Mani", referindu-se la "mwaym" (tărâmul luminii). 

## Sikhism
Conceptul de eliberare ca "dispariție a suferinței", împreună cu ideea de saṁsāra ca "ciclu de renaștere", face parte, de asemenea, din sikhism .  Nirvana apare în textele Sikh sub forma Nirban.  Cu toate acestea, termenul mai frecvent este Mukti sau Mokș,  un concept de mântuire în care se insistă pe devotamentul iubirii față de Dumnezeu pentru eliberarea din ciclul fără sfârșit al renașterilor. 